# 3615 Safronov
3615 Safronov је астероид главног астероидног појаса чија средња удаљеност од Сунца износи 3,172 астрономских јединица (АЈ).
Апсолутна магнитуда астероида је 11,2.